# 1. liga žen
1. liga žen – najwyższa w hierarchii klasa kobiecych ligowych rozgrywek piłkarskich w Czechach, będąca jednocześnie najwyższym szczeblem centralnym (I poziom ligowy), utworzona w 1993 roku i zarządzana przez Fotbalová asociace České republiky (FAČR). Zmagania w jej ramach toczą się cyklicznie (co sezon) i przeznaczone są dla 8 najlepszych krajowych klubów piłkarskich. Jej triumfator zostaje Mistrzem Czech, zaś dwie najsłabsze drużyny są relegowane do 2. ligi žen (II ligi czeskiej). Tak jak Czechy w rankingu UEFA kwalifikują się do 6 najlepszych kobiecych związków, to mistrz oraz drużyny z drugiego i trzeciego miejsca grają w Lidze Mistrzyń UEFA. 

## Historia
Wraz z rozwiązaniem Czechosłowacji w 1993 roku przerwano również rozgrywki mistrzostw Czechosłowacji kobiet w piłce nożnej. 1.liga kobiet powstała w Czechach w miejsce tamtejszych rozgrywek. Na początku w lidze rywalizowało 12 drużyn, z których każda dwukrotnie grała z pozostałymi drużynami. W 2002 roku liczba drużyn została zmniejszona do 10, a po sezonie zasadniczym rozgrywano baraże z 8 najlepszymi zespołami. W 2006 roku zrezygnowano z takiego systemu i przywrócono ligę z 12 drużyn. Od sezonu 2009/10 w lidze brało udział tylko 8 drużyn, a po sezonie zasadniczym drużyny zostały podzielone na dwie grupy. W tych dwóch grupach barażowych grano o miejsca 1-4 (grupa mistrzowska) i miejsca od 5 do 8 (grupa spadkowa). W sezonie 2010/11 ligę powiększono do 9 drużyn ponownie i rozgrywano tylko w systemie każdy z każdym. Od sezonu 2011/12 powrócono do systemu z grupami barażowymi i 8 drużyn w lidze.

## System rozgrywek
Rozgrywki składają się z kolejek spotkań rozgrywanych pomiędzy drużynami systemem kołowym. Każda para drużyn rozgrywa ze sobą dwa mecze - jeden w roli gospodarza, drugi jako goście. Po zakończeniu sezonu zasadniczego drużyny kwalifikują się do dwóch grupy, z których w grupie mistrzowskiej 4 najlepsze drużyny walczą o tytuł mistrza Czech, a w grupie spadkowej 4 drużyny z miejsc 5-8 miejsc walczą o utrzymanie w lidze. Drużyna z ostatniego miejsca spada bezpośrednio do drugiej ligi, wcześniej ostatnia drużyna walczyła w barażach o utrzymanie z mistrzem drugiej ligi.

## Skład ligi w sezonie 2023/2024
| Klub                 | Miasto           |
| -------------------- | ---------------- |
| Baník Ostrava        | Ostrawa          |
| Lokomotiva Brno H.H. | Brno             |
| FK Pardubice         | Pardubice        |
| Slavia Praga         | Praga            |
| Slovan Liberec       | Liberec          |
| 1. FC Slovácko       | Uherské Hradiště |
| Sparta Praga         | Praga            |
| Viktoria Pilzno      | Pilzno           |

## Mistrzowie i pozostali medaliści
| Sezon                           | K | K | T  | Mistrz       | Wicemistrz        | III miejsce        | Br. | Król strzelców                    | Uwagi                                   |
| 1.liga kobiet (cz. 1. liga žen) |   |   |    |              |                   |                    |     |                                   |                                         |
| 1993/94                         |   |   | 1  | Sparta Praga |                   |                    |     |                                   | 12 klubów                               |
| 1994/95                         |   |   | 2  | Sparta Praga | Slavia Praga      | DFC Brno Medlánky  |     |                                   | 12 klubów                               |
| 1995/96                         |   |   | 3  | Sparta Praga | DFC Brno Medlánky | Slavia Praga       | 41  | Gabriela Chlumecká (Sparta Praga) | 12 klubów                               |
| 1996/97                         |   |   | 4  | Sparta Praga | Slavia Praga      | SKP Rapid Plzeň    |     |                                   | 12 klubów                               |
| 1997/98                         |   |   | 5  | Sparta Praga | Slavia Praga      | DFC Praha          |     |                                   | 12 klubów                               |
| 1998/99                         |   |   | 6  | Sparta Praga | DFC Praha         | Compex Otrokovice  | 39  | Iveta Dudová (Otrokovice)         | 12 klubów                               |
| 1999/00                         |   |   | 7  | Sparta Praga | Slavia Praga      | Compex Otrokovice  | 37  | Iveta Dudová (Otrokovice)         | 12 klubów                               |
| 2000/01                         |   |   | 8  | Sparta Praga | Compex Otrokovice | DFC Praha 15       | 45  | Iveta Dudová (Otrokovice)         | 12 klubów                               |
| 2001/02                         |   |   | 9  | Sparta Praga | Compex Otrokovice | Slavia Praga       | 31  | Iveta Dudová (Otrokovice)         | 12 klubów                               |
| 2002/03                         |   |   | 1  | Slavia Praga | Sparta Praga      | DFC Zeman Medlánky |     |                                   | 10 klubów                               |
| 2003/04                         |   |   | 2  | Slavia Praga | Sparta Praga      | Hradec Králové     |     |                                   | 10 klubów                               |
| 2004/05                         |   |   | 10 | Sparta Praga | Slavia Praga      | Hradec Králové     | 48  | Iva Mocová (Sparta Praga)         | 10 klubów                               |
| 2005/06                         |   |   | 11 | Sparta Praga | Slavia Praga      | Compex Otrokovice  |     |                                   | 10 klubów                               |
| 2006/07                         |   |   | 12 | Sparta Praga | Slavia Praga      | Slovácko           |     |                                   | 12 klubów                               |
| 2007/08                         |   |   | 13 | Sparta Praga | Slavia Praga      | Slovácko           |     |                                   | 12 klubów                               |
| 2008/09                         |   |   | 14 | Sparta Praga | Slavia Praga      | Slovácko           |     |                                   | 12 klubów                               |
| 2009/10                         |   |   | 15 | Sparta Praga | Slavia Praga      | Slovácko           |     |                                   | 8 klubów; 2 rundy                       |
| 2010/11                         |   |   | 16 | Sparta Praga | Slavia Praga      | Slovácko           |     | Petra Divišová (Slavia Praga)     | 9 klubów                                |
| 2011/12                         |   |   | 17 | Sparta Praga | Slavia Praga      | Slovácko           |     | Petra Divišová (Slavia Praga)     | 8 klubów; 2 rundy                       |
| 2012/13                         |   |   | 18 | Sparta Praga | Slavia Praga      | Viktoria Pilzno    | 34  | Petra Divišová (Slavia Praga)     | 8 klubów; 2 rundy                       |
| 2013/14                         |   |   | 3  | Slavia Praga | Sparta Praga      | Bohemians Praga    | 19  | Petra Divišová (Slavia Praga)     | 8 klubów; 2 rundy                       |
| 2014/15                         |   |   | 4  | Slavia Praga | Sparta Praga      | Slovácko           | 23  | Lucie Martínková (Sparta Praga)   | 8 klubów; 2 rundy                       |
| 2015/16                         |   |   | 5  | Slavia Praga | Sparta Praga      | Slovácko           | 24  | Petra Divišová (Slavia Praga)     | 8 klubów; 2 rundy                       |
| 2016/17                         |   |   | 6  | Slavia Praga | Sparta Praga      | Slovácko           | 26  | Kateřina Svitková (Slavia Praga)  | 8 klubów; 2 rundy                       |
| 2017/18                         |   |   | 19 | Sparta Praga | Slavia Praga      | Slovácko           | 24  | Kateřina Svitková (Slavia Praga)  | 8 klubów; 2 rundy                       |
| 2018/19                         |   |   | 20 | Sparta Praga | Slavia Praga      | Slovan Liberec     | 32  | Andrea Stašková (Sparta Praga)    | 8 klubów; 2 rundy                       |
| 2019/20                         |   |   | 7  | Slavia Praga | Sparta Praga      | Viktoria Pilzno    | 23  | Kateřina Svitková (Slavia Praga)  | 8 klubów; 2 rundy; zakończony wcześniej |
| 2020/21                         |   |   | 21 | Sparta Praga | Slavia Praga      | Slovácko           | 37  | Lucie Martínková (Sparta Praga)   | 8 klubów; 2 rundy                       |
| 2021/22                         |   |   | 8  | Slavia Praga | Sparta Praga      | Slovácko           | 24  | Lucie Martínková (Sparta Praga)   | 8 klubów; 2 rundy                       |
| 2022/23                         |   |   | 9  | Slavia Praga | Sparta Praga      | Slovácko           | 14  | Marjolen Nekesa (Slavia Praga)    | 8 klubów; 2 rundy                       |
| 2023/24                         |   |   | 10 | Slavia Praga | Sparta Praga      | Slovácko           | 22  | Marjolen Nekesa (Slavia Praga)    | 8 klubów; 2 rundy                       |

## Statystyka

### Klasyfikacja według klubów
W dotychczasowej historii Mistrzostw Czech na podium oficjalnie stawało w sumie 9 drużyny. Liderem klasyfikacji jest Sparta Praga, która zdobyła 21 tytułów mistrzowskich.
Stan na 19.07.2024.
| Lp. | Klub                              | Miejsca na podium | Miejsca na podium | Miejsca na podium | Zwycięskie sezony                                                               |    |   | |
| --- | --------------------------------- | ----------------- | ----------------- | ----------------- | ------------------------------------------------------------------------------- | -- | - | --- |
| Lp. | Klub                              | 1.                | Sparta Praga      | 21                | Zwycięskie sezony                                                               | 10 | 0 | 1993/94, 1994/95, 1995/96, 1996/97, 1998/99, 1999/00, 2000/01, 2001/02, 2004/05, 2005/06, 2006/07, 2007/08, 2008/09, 2009/10, 2010/11, 2011/12, 2012/13, 2017/18, 2018/19, 2020/21 |
| 2.  | Slavia Praga                      | 10                | 16                | 2                 | 2002/03, 2003/04, 2013/14, 2014/15, 2015/16, 2016/17, 2021/22, 2022/23, 2023/24 |    |   | |
| 3.  | Slovácko (Compex Otrokovice)      | 0                 | 2                 | 17                |                                                                                 |    |   | |
| 4.  | DFC Praha                         | 0                 | 1                 | 2                 |                                                                                 |    |   | |
| 4.  | DFC Zeman Medlánky                | 0                 | 1                 | 2                 |                                                                                 |    |   | |
| 6.  | Viktoria Pilzno (SKP Rapid Plzeň) | 0                 | 0                 | 3                 |                                                                                 |    |   | |
| 7.  | Hradec Králové                    | 0                 | 0                 | 2                 |                                                                                 |    |   | |
| 8.  | Bohemians Praga                   | 0                 | 0                 | 1                 |                                                                                 |    |   | |
| 8.  | Slovan Liberec                    | 0                 | 0                 | 1                 |                                                                                 |    |   | |

### Klasyfikacja według miast
Siedziby klubów: Stan na 19.07.2024.
| Miasto | Liczba tytułów | Drużyny                             |
| ------ | -------------- | ----------------------------------- |
| Praga  | 31             | Sparta Praga (21), Slavia Praga (9) |

## Uczestnicy
Są 41 zespoły, które wzięli udział w 30 ligowych sezonach Mistrzostw Czech, które były prowadzone od 1993/94 aż do sezonu 2020/23 łącznie. Jedynie Sparta Praga i Slavia Praga były zawsze obecni w każdej edycji.
Pogrubione zespoły biorące udział w sezonie 2023/24.
- 30 razy: Slavia Praga, Sparta Praga
- 29 razy: 1. FC Slovácko, Viktoria Pilzno
- 25 razy: FC Hradec Králové
- 13 razy: DFC Zeman Medlánky
- 10 razy: Slovan Liberec
- 9 razy: SK DFO Pardubice
- 8 razy: Dukla Praga, Zbrojovka Brno
- 6 razy: DFC Praga, FC Olomouc (Holice 1932), Lokomotiva Brno H.H.
- 5 razy: 1. DFC Hlučín, Baník Ostrava, FK Radešínská Svratka, FK Teplice
- 4 razy: FK Horní Ředice, FK Jablonec, SFK Vrchovina Nové Město na Moravě
- 3 razy: 1. FC Karlovy Vary, Bohemians Praga, FK Krásná Studánka, FK Pardubice, Sparta Doly Kladno, Sokol Drachkov, USK Praha
- 2 razy: Baník Stochov, DFC Rena Ivančice, FC Háje Jižní Město, FK Frýdek-Místek, TJ Start Jihlava
- 1 raz: FC Česká Lípa, FC Nové Hodějovice, FK Havířov, FK Holešovské holky, Slovan Sobědruhy, Sokol Božice, Sokol Karlštejn, Sokol Luštěnice, Sokol Stará Lysá